# Élections législatives de 2024 en Corse-du-Sud
Les élections législatives de 2024 en Corse-du-Sud se déroulent les 30 juin et 7 juillet 2024. Dans le département, deux députés sont à élire dans le cadre de deux circonscriptions, à la suite de la dissolution de l'Assemblée nationale par Emmanuel Macron.
Le choix de cette dissolution est fait après la défaite de la liste Renaissance aux élections européennes qui ont lieu le 9 juin 2024.

## Contexte
| Circonscription | RN      | ENS     | PS - PP | LFI    | LR     |
| --------------- | ------- | ------- | ------- | ------ | ------ |
| Circonscription |         |         |         |        |        |
| 1re             | 42,24 % | 12,57 % | 9,82 %  | 4,13 % | 5,46 % |
| 2e              | 41,17 % | 16,53 % | 7,76 %  | 4,60 % | 6,06 % |

## Système électoral
Les élections législatives ont lieu au scrutin uninominal majoritaire à deux tours dans des circonscriptions uninominales.
Est élu au premier tour le candidat qui réunit la majorité absolue des suffrages exprimés et un nombre de voix au moins égal au quart des électeurs inscrits dans la circonscription, soit 25 %. Si aucun des candidats ne satisfait ces conditions, un second tour est organisé entre les candidats ayant réuni un nombre de voix au moins égal à un huitième des inscrits, soit 12,5 %. Les deux candidats arrivés en tête du 1er tour se maintiennent néanmoins par défaut si un seul ou aucun d'entre eux n'a atteint ce seuil. Au second tour, le candidat arrivé en tête est déclaré élu,.
Le seuil de qualification basé sur un pourcentage du total des inscrits et non des suffrages exprimés rend plus difficile l'accès au second tour lorsque l'abstention est élevée. Le système permet en revanche l'accès au second tour de plus de deux candidats si plusieurs d'entre eux franchissent le seuil de 12,5 % des inscrits. Les candidats en lice au second tour peuvent ainsi être trois, un cas de figure appelé « triangulaire ». Les second tours où s'affrontent quatre candidats, appelés « quadrangulaire » sont également possibles, mais beaucoup plus rares,.

### Partis et nuances
Les résultats des élections sont publiés en France par le ministère de l'Intérieur, qui classe les partis en leur attribuant des nuances politiques. Ces dernières sont décidées par les préfets, qui les attribuent indifféremment de l'étiquette politique déclarée par les candidats, qui peut être celle d'un parti ou une candidature sans étiquette.
Seuls le Parti communiste français (COM), La France insoumise (FI), le Parti socialiste (SOC), le Parti radical de gauche (RDG), Les Écologistes (VEC), Renaissance (RE), le Mouvement démocrate (MDM), Horizons (HOR), l'Union des démocrates et indépendants (UDI), Les Républicains (LR), le Rassemblement national (RN) et Reconquête (REC) se voient attribuer en 2024 des nuances propres. Les coalitions Ensemble et Nouveau front populaire, ainsi que les candidats de l'alliance LR-Ciotti-RN, en bénéficient également indirectement, les nuances Ensemble ! (Majorité présidentielle) (ENS), Union de la gauche (UG) et Union de l'extrême-droite (UXD) étant attribuables aux candidats bénéficiant respectivement du soutien de deux partis du centre, de deux partis de gauche ou de deux partis d'extrême-droite,.
Tous les autres partis se voient attribuer l'une ou l'autre des nuances suivantes : EXG (extrême gauche), DVG (divers gauche), ECO (écologiste), REG (régionaliste), DVC (divers centre), DVD (divers droite), DSV (droite souverainiste) et EXD (extrême droite). Des partis comme Debout la France ou Lutte ouvrière ne disposent ainsi pas de nuances propres, et leurs résultats nationaux ne sont pas publiés séparément par le ministère, car mélangés avec d'autres partis (respectivement dans les nuances DSV et EXG).

## Élus
| Circonscription | Député sortant       | Parti | Parti     | Groupe | Député élu ou réélu  | Parti | Parti     | Groupe |
| --------------- | -------------------- | ----- | --------- | ------ | -------------------- | ----- | --------- | ------ |
| 1re             | Laurent Marcangeli   |       | HOR - CCB | HOR    | Laurent Marcangeli   |       | HOR - CCB | HOR    |
| 2e              | Paul-André Colombani |       | PNC       | LIOT   | Paul-André Colombani |       | PNC       | LIOT   |

### Taux de participation
| Taux de participation | 1er tour | 1er tour | 1er tour   | 2d tour | 2d tour | 2d tour    | Différence entre les deux tours |
| Taux de participation | En 2022  | En 2024  | Différence | En 2022 | En 2024 | Différence | Différence entre les deux tours |
| --------------------- | -------- | -------- | ---------- | ------- | ------- | ---------- | ------------------------------- |
| À midi                | 19,92 %  | 24,67 %  | 4,75       | 20,79 % | 27,67 % | 6,88       | 3                               |
| À 17 heures           | 35,18 %  | 52,46 %  | 17,28      | 37,19 % | 57,62 % | 20,43      | 5,16                            |
| Final                 | 44,42 %  | 63,89 %  | 19,47      | 45,69 % | 66,79 % | 21,1       | 2,9                             |

### Résultats par coalition
| Parti ou coalition                         | Parti ou coalition                         | Parti ou coalition             | Premier tour | Premier tour | Premier tour | Second tour   | Second tour   | Second tour | Total Sièges  | +/-           |  |
| Parti ou coalition                         | Parti ou coalition                         | Parti ou coalition             | Voix         | %            | Sièges       | Voix          | %             | Sièges      | Total Sièges  | +/-           |  |
| ------------------------------------------ | ------------------------------------------ | ------------------------------ | ------------ | ------------ | ------------ | ------------- | ------------- | ----------- | ------------- | ------------- |  |
|                                            | Rassemblement national (RN)                | Rassemblement national (RN)    | 23 997       | 33,30        | 0            | 28 673        | 38,99         | 0           | 0             | en stagnation |  |
|                                            |                                            | Parti de la nation corse (PNC) | 11 344       | 15,74        | 0            | 23 969        | 32,60         | 1           | 1             | en stagnation |  |
|                                            | Femu a Corsica (FaC)                       | 5 601                          | 7,77         | 0            |              |               |               | 0           | en stagnation |               |  |
| Total Régions et peuples solidaires (R&PS) | Total Régions et peuples solidaires (R&PS) | 16 945                         | 23,51        | 0            | 23 969       | 32,60         | 1             | 1           | en stagnation |               |  |
|                                            |                                            | Horizons (HOR)                 | 10 210       | 14,17        | 0            | 20 893        | 28,41         | 1           | 1             | en stagnation |  |
| Total Ensemble pour la République (ENS)    | Total Ensemble pour la République (ENS)    | 10 210                         | 14,17        | 0            | 20 893       | 28,41         | 1             | 1           | en stagnation |               |  |
|                                            |                                            | Parti socialiste (PS)          | 4 780        | 6,63         | 0            |               |               |             | 0             | en stagnation |  |
|                                            | Parti communiste français (PCF)            | 3 125                          | 4,34         | 0            | 0            | en stagnation |               |             |               |               |  |
| Total Nouveau Front populaire (NFP)        | Total Nouveau Front populaire (NFP)        | 7 905                          | 10,97        | 0            | 0            | en stagnation |               |             |               |               |  |
|                                            | Core in Fronte (CIF)                       | Core in Fronte (CIF)           | 4 081        | 5,66         | 0            | 0             | Nv            |             |               |               |  |
|                                            | Mossa Palatina (MP)                        | Mossa Palatina (MP)            | 2 257        | 3,13         | 0            | 0             | Nv            |             |               |               |  |
|                                            | Lutte ouvrière (LO)                        | Lutte ouvrière (LO)            | 133          | 0,18         | 0            | 0             | en stagnation |             |               |               |  |
|                                            | Sans étiquette (SE)                        | Sans étiquette (SE)            | 6 538        | 9,07         | 0            | 0             | en stagnation |             |               |               |  |
|                                            |                                            |                                |              |              |              |               |               |             |               |               |  |
| Suffrages exprimés                         | Suffrages exprimés                         | Suffrages exprimés             | 72 066       | 98,10        |              | 73 535        | 95,74         |             |               |               |  |
| Votes blancs                               | Votes blancs                               | Votes blancs                   | 840          | 1,14         | 2 103        | 5,74          |               |             |               |               |  |
| Votes nuls                                 | Votes nuls                                 | Votes nuls                     | 554          | 0,75         | 1 169        | 1,52          |               |             |               |               |  |
| Total                                      | Total                                      | Total                          | 73 460       | 100          | 0            | 76 807        | 100           | 2           | 2             | en stagnation |  |
| Abstention                                 | Abstention                                 | Abstention                     | 41 525       | 36,11        |              | 38 183        | 33,21         |             |               |               |  |
| Inscrits/Participation                     | Inscrits/Participation                     | Inscrits/Participation         | 114 985      | 63,89        | 114 990      | 66,79         |               |             |               |               |  |

### Résultats par nuance
| Nuance                 | Nuance                    | Nuance                 | Premier tour | Premier tour | Premier tour | Second tour | Second tour   | Second tour | Total Sièges | +/-           |  |
| Nuance                 | Nuance                    | Nuance                 | Voix         | %            | Sièges       | Voix        | %             | Sièges      | Total Sièges | +/-           |  |
| ---------------------- | ------------------------- | ---------------------- | ------------ | ------------ | ------------ | ----------- | ------------- | ----------- | ------------ | ------------- |  |
|                        | Rassemblement national    | RN                     | 23 997       | 33,30        | 0            | 28 673      | 38,99         | 0           | 0            | en stagnation |  |
|                        | Régionaliste              | REG                    | 23 283       | 32,31        | 0            | 23 969      | 32,60         | 1           | 1            | en stagnation |  |
|                        | Ensemble                  | ENS                    | 10 210       | 14,17        | 0            | 20 893      | 28,41         | 1           | 1            | en stagnation |  |
|                        | Divers droite             | DVD                    | 6 538        | 9,07         | 0            |             |               |             | 0            | en stagnation |  |
|                        | Parti socialiste          | SOC                    | 4 780        | 6,63         | 0            | 0           | en stagnation |             |              |               |  |
|                        | Parti communiste français | COM                    | 3 125        | 4,34         | 0            | 0           | en stagnation |             |              |               |  |
|                        | Extrême gauche            | EXG                    | 133          | 0,18         | 0            | 0           | en stagnation |             |              |               |  |
|                        |                           |                        |              |              |              |             |               |             |              |               |  |
| Suffrages exprimés     | Suffrages exprimés        | Suffrages exprimés     | 72 066       | 98,10        |              | 73 535      | 95,74         |             |              |               |  |
| Votes blancs           | Votes blancs              | Votes blancs           | 840          | 1,14         | 2 103        | 5,74        |               |             |              |               |  |
| Votes nuls             | Votes nuls                | Votes nuls             | 554          | 0,75         | 1 169        | 1,52        |               |             |              |               |  |
| Total                  | Total                     | Total                  | 73 460       | 100          | 0            | 76 807      | 100           | 2           | 2            | en stagnation |  |
| Abstention             | Abstention                | Abstention             | 41 525       | 36,11        |              | 38 183      | 33,21         |             |              |               |  |
| Inscrits/Participation | Inscrits/Participation    | Inscrits/Participation | 114 985      | 63,89        | 114 990      | 66,79       |               |             |              |               |  |

### Résultats par circonscription

#### Première circonscription
Député sortant : Laurent Marcangeli (Horizons - Comité central bonapartiste)
| Candidat                 | Candidat                 | Parti et coalition       | Nuance                   | Premier tour | Premier tour | Second tour | Second tour |
| Candidat                 | Candidat                 | Parti et coalition       | Nuance                   | Voix         | %            | Voix        | %           |
| ------------------------ | ------------------------ | ------------------------ | ------------------------ | ------------ | ------------ | ----------- | ----------- |
|                          | Ariane Quarena           | RN                       | RN                       | 10 377       | 31,20        | 12 164      | 36,80       |
|                          | Laurent Marcangeli       | HOR - CCB (ENS)          | ENS                      | 10 210       | 30,70        | 20 893      | 63,20       |
|                          | Romain Colonna           | FaC (R&PS)               | REG                      | 5 601        | 16,84        |             |             |
|                          | Marc-Antoine Leroy       | PCF (NFP)                | COM                      | 3 125        | 9,40         |             |             |
|                          | Emmanuelle Dominici      | CIF                      | REG                      | 1 533        | 4,61         |             |             |
|                          | Lisandru Luciani         | MP                       | REG                      | 1 202        | 3,61         |             |             |
|                          | Jean-François Luciani    | PNC (R&PS)               | REG                      | 1 078        | 3,24         |             |             |
|                          | Didier Quilichini        | LO                       | EXG                      | 133          | 0,40         |             |             |
|                          |                          |                          |                          |              |              |             |             |
| Votes valides            | Votes valides            | Votes valides            | Votes valides            | 33 259       | 98,29        | 33 057      | 95,38       |
| Votes blancs             | Votes blancs             | Votes blancs             | Votes blancs             | 370          | 1,09         | 1 004       | 2,90        |
| Votes nuls               | Votes nuls               | Votes nuls               | Votes nuls               | 210          | 0,62         | 599         | 1,73        |
| Total                    | Total                    | Total                    | Total                    | 33 839       | 100          | 34 660      | 100         |
| Abstention               | Abstention               | Abstention               | Abstention               | 18 651       | 35,53        | 17 827      | 33,96       |
| Inscrits / participation | Inscrits / participation | Inscrits / participation | Inscrits / participation | 52 490       | 64,47        | 52 487      | 66,04       |

Lors de cette élection législative, huit candidats sont présents. La candidate Rassemblement national Ariane Quarena arrive en tête de ce premier tour avec 31,20 %, suivie par Laurent Marcangeli, le député sortant Horizons, qui réunit 30,70 % des voix exprimées. Ce dernier remporte le second tour et reste député de la circonscription.

#### Deuxième circonscription
Député sortant : Paul-André Colombani (Parti de la nation corse)
| Candidat                 | Candidat                 | Parti et coalition       | Nuance                   | Premier tour | Premier tour | Second tour | Second tour |
| Candidat                 | Candidat                 | Parti et coalition       | Nuance                   | Voix         | %            | Voix        | %           |
| ------------------------ | ------------------------ | ------------------------ | ------------------------ | ------------ | ------------ | ----------- | ----------- |
|                          | François Filoni          | RN                       | RN                       | 13 620       | 35,10        | 16 509      | 40,79       |
|                          | Paul-André Colombani     | PNC (R&PS)               | REG                      | 10 266       | 26,45        | 23 969      | 59,21       |
|                          | Valérie Bozzi            | SE                       | DVD                      | 6 538        | 16,85        |             |             |
|                          | Jean-Baptiste Luccioni   | PS (NFP)                 | SOC                      | 4 780        | 12,32        |             |             |
|                          | Jean-Baptiste Cucchi     | CIF                      | REG                      | 2 548        | 6,57         |             |             |
|                          | Michel Chiocca           | MP                       | REG                      | 1 055        | 2,72         |             |             |
|                          |                          |                          |                          |              |              |             |             |
| Votes valides            | Votes valides            | Votes valides            | Votes valides            | 38 807       | 97,95        | 40 478      | 96,04       |
| Votes blancs             | Votes blancs             | Votes blancs             | Votes blancs             | 470          | 1,19         | 1 099       | 2,61        |
| Votes nuls               | Votes nuls               | Votes nuls               | Votes nuls               | 344          | 0,87         | 570         | 1,35        |
| Total                    | Total                    | Total                    | Total                    | 39 621       | 100          | 42 147      | 100         |
| Abstention               | Abstention               | Abstention               | Abstention               | 22 874       | 36,60        | 20 356      | 32,57       |
| Inscrits / participation | Inscrits / participation | Inscrits / participation | Inscrits / participation | 62 495       | 63,40        | 62 503      | 67,43       |

Sur cette circonscription, six candidats sont en lice. François Filoni du Rassemblement national arrive en tête du premier tour avec 35,10 % des voix exprimées, suivi par le candidat nationaliste et député sortant Paul-André Colombani avec 26,45 % des voix exprimées. Ce dernier remporte le second tour avec 59,21% des voix exprimés et reste député de la circonscription.